# Кофун

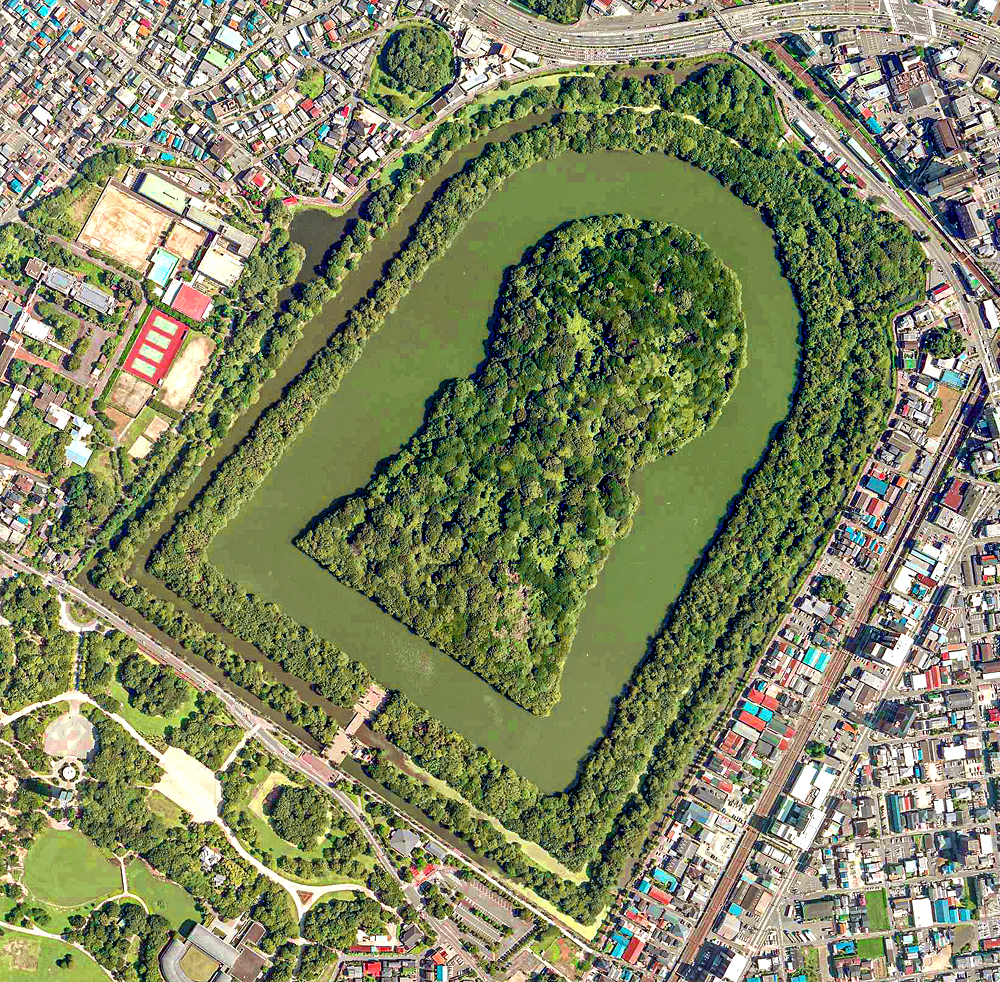
Курган Дайсен — зразок кофуна у формі замкової щілини. Вважається мавзолеєм Імператора Нінтоку (Сакаї, Осака. 5 століття)

Кофун (яп. 古墳, こふん, «старий насип») — курганні поховання знаті в Японії 3 — 7 століття, більшість з яких нагадують гору в формі замкової щілини. Були поширені на території Хонсю, Сікоку і Кюсю. Період існування таких курганних поховань в історії Японії називають періодом Кофун.
В історичній літературі інколи називаються японськими курганами або просто курганами.

## Короткі відомості
Кофуни мають різноманітні форми. Прості та малі кофуни 3 — 4 століття поступилися складним і великим 5 — 6 століття. З занепадом культури кофун перші знову стали домінуючими. Найпоширенішими формами є такі:
- Круглий кофун (円墳)
- Прямокутний кофун (方墳)
- Восьмикутний кофун (八角墳)
- Прямокутний кофун з круглим насипом у центрі (双方中円墳)
- Кофун у формі замкової щілини з круглим отвором (前方後円墳) — класичний кофун.
- Кофун у формі замкової щілини з квадратним отвором (前方後方墳)

Кофуни розрізняються за типом поховальної камери:
- Вертикальна (横穴式埋葬施設) — 3—5 століття
- Горизонтальна (竪穴式埋葬施設) — 6—7 століття

Труна покійника виготовлялася з дерева, каменю або глини. Стіни камери прикрашалися фресками.
В стародавні часи зовнішня конструкція кофуну укріплялася глиною, каменем і галькою, і була східчастою. По краях східців встановлювалися ритуальні фігури з глини ханіва. У середньовіччі через недогляд більшість кофун поросли чагарниками і лісом. У такому вигляді вони зберігаються по сьогодні.
Кофун споруджувалися не по одинці, а комплексно. Такі комплекси називають скупченням кофун (古墳群). Основні скупчення кофунів знаходяться в регіонах Кібі (Окаяма, Хіросіма), Кінкі (Осака, Нара, Хьоґо) і Канто (Ґумма, Сайтама).
Більшість сучасних кофун ототожнюються з мавзолеями легендарних і напів-легендарних Імператорів стародавньої Японії, а також могилами регіональної знаті. Через це Служба Імператорського дому постійно перешкоджає проведенню археологічних розкопок на місці курганних поховань.

## Список
- Курган Конда-Ґобьояма (Хабікіно, Осака)
- Скупчення курганів Оямато

## Галерея

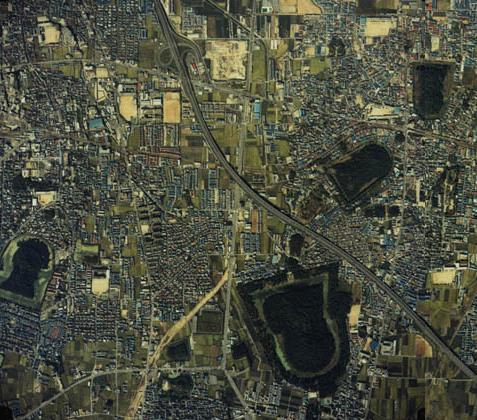
Скупчення кофунів Фуруіті (Осака)
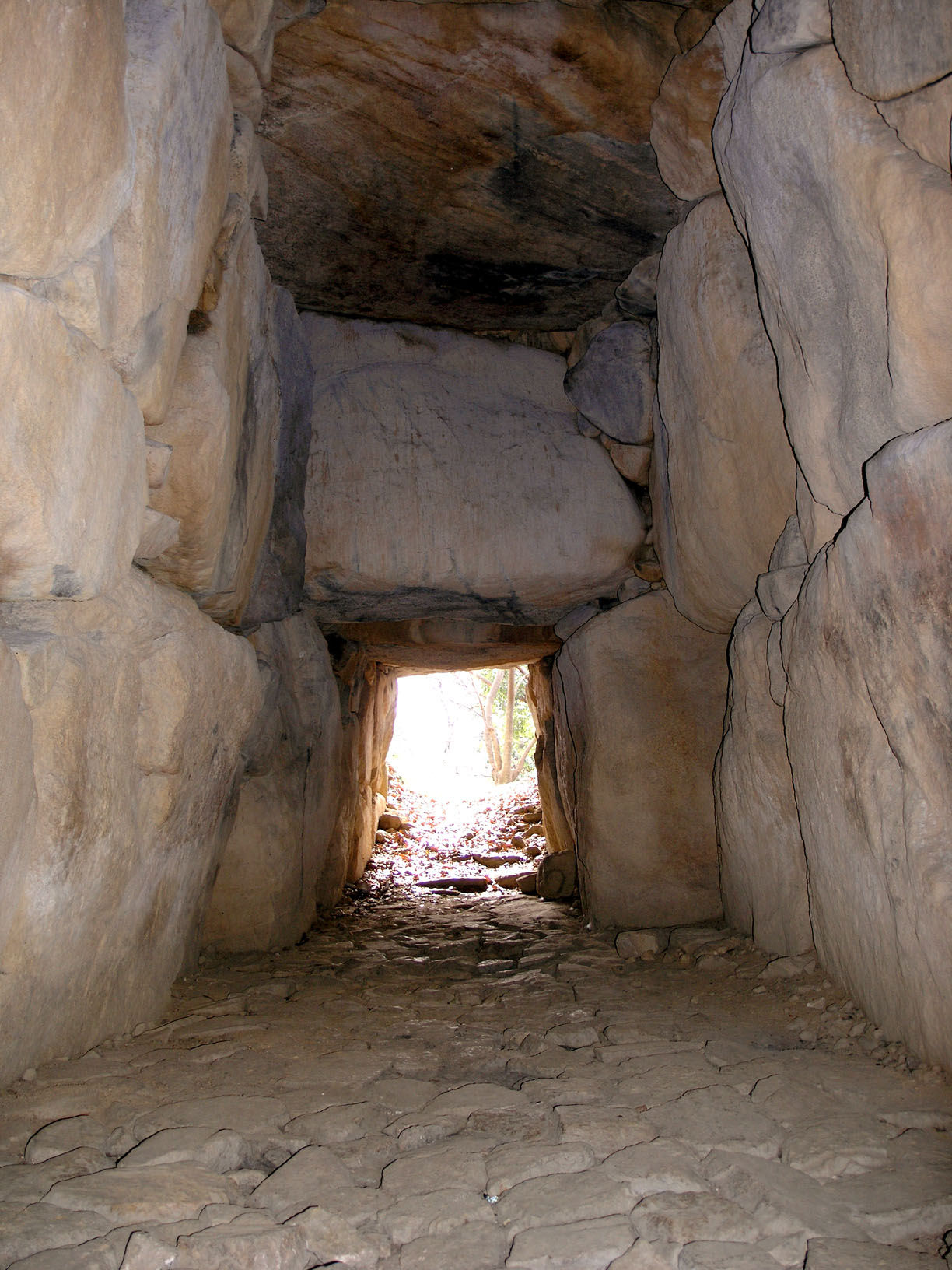
Горизонтальна поховальна камера кофуну Ато (Осака)
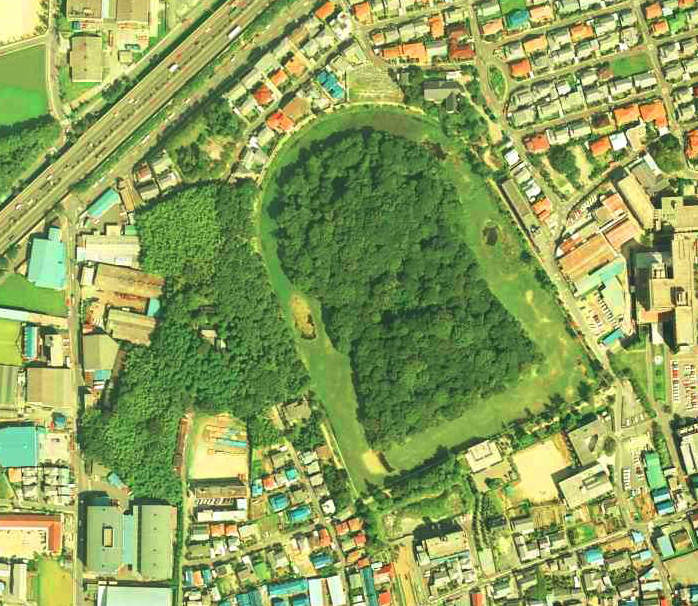
Кофун Одатяусуяма (Осака)
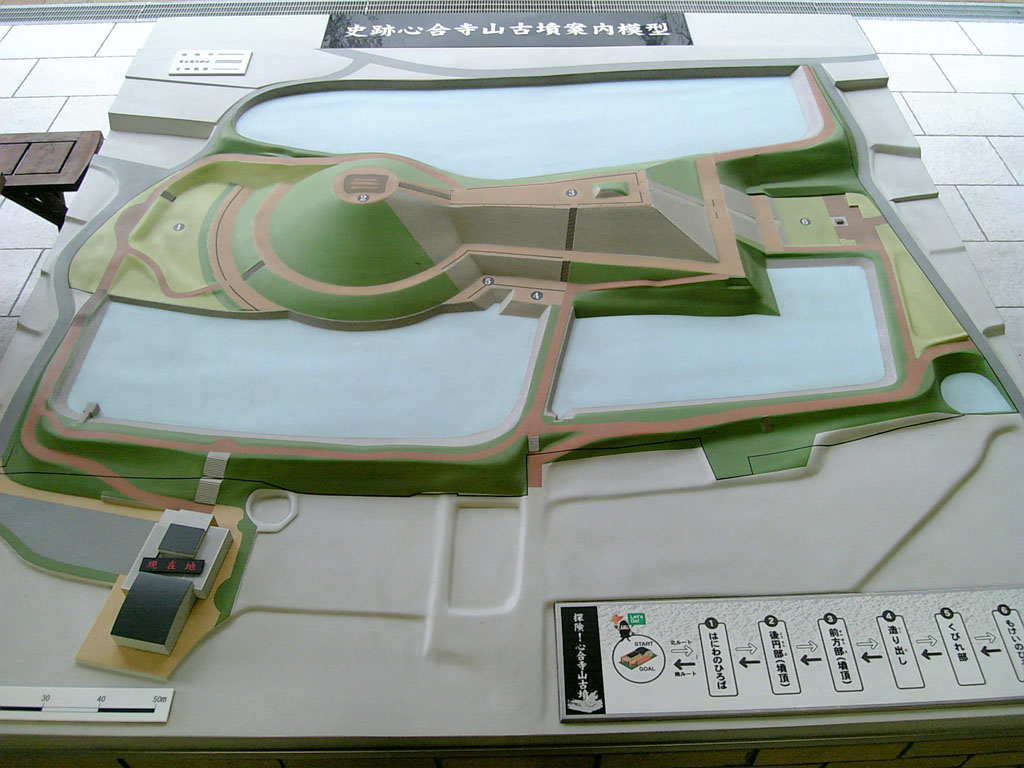
Макет кофуну Сіондзіяма (Осака)
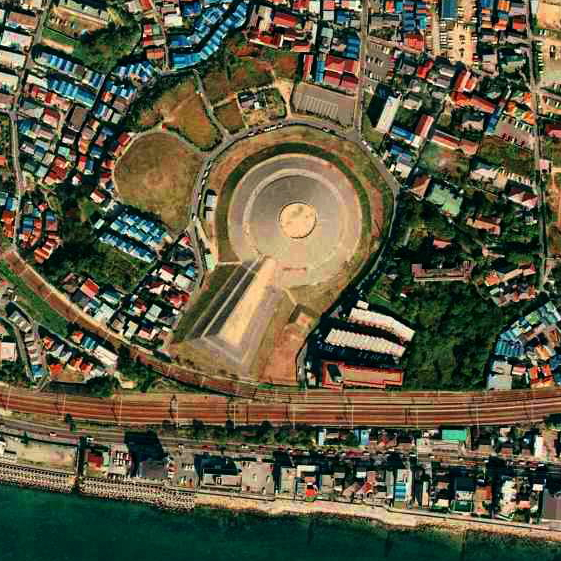
Реставрований кофун Ґосікідзука (Хьоґо)
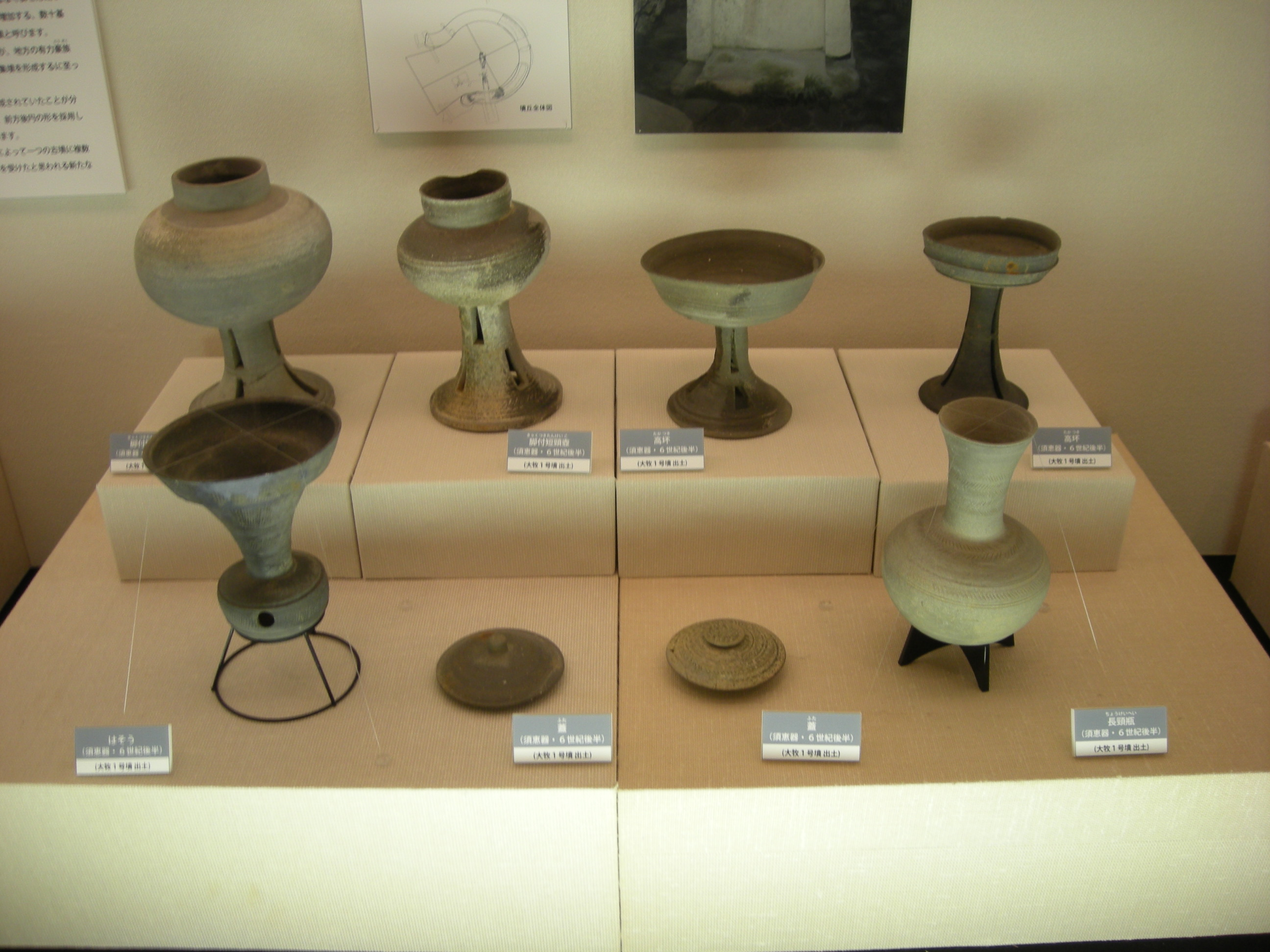
Поховальний інвентар з кофуну Омакі №1 (Ґіфу)
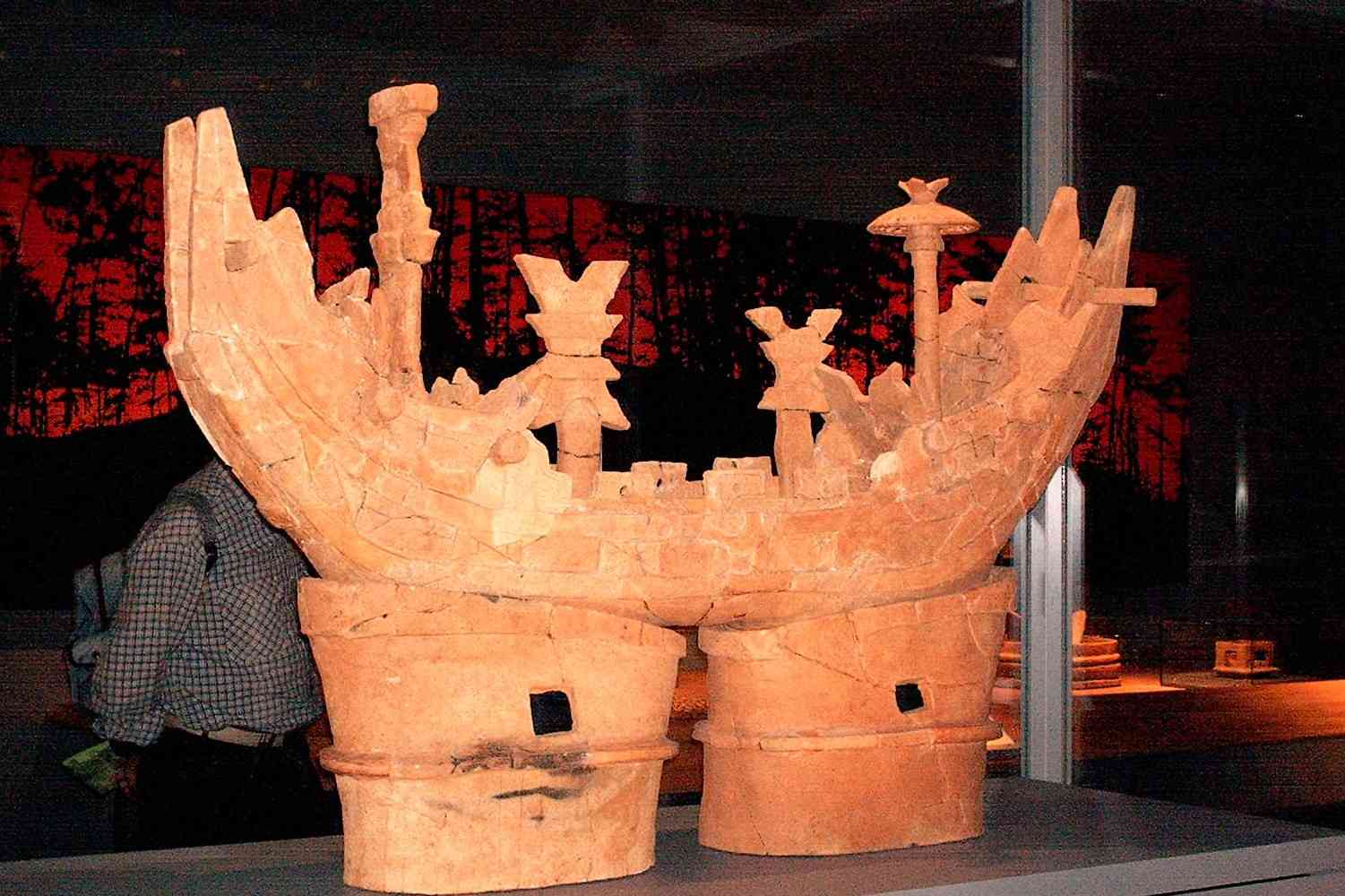
Кораблеподібна ханіва з кофуну Такарадзука (Міє)
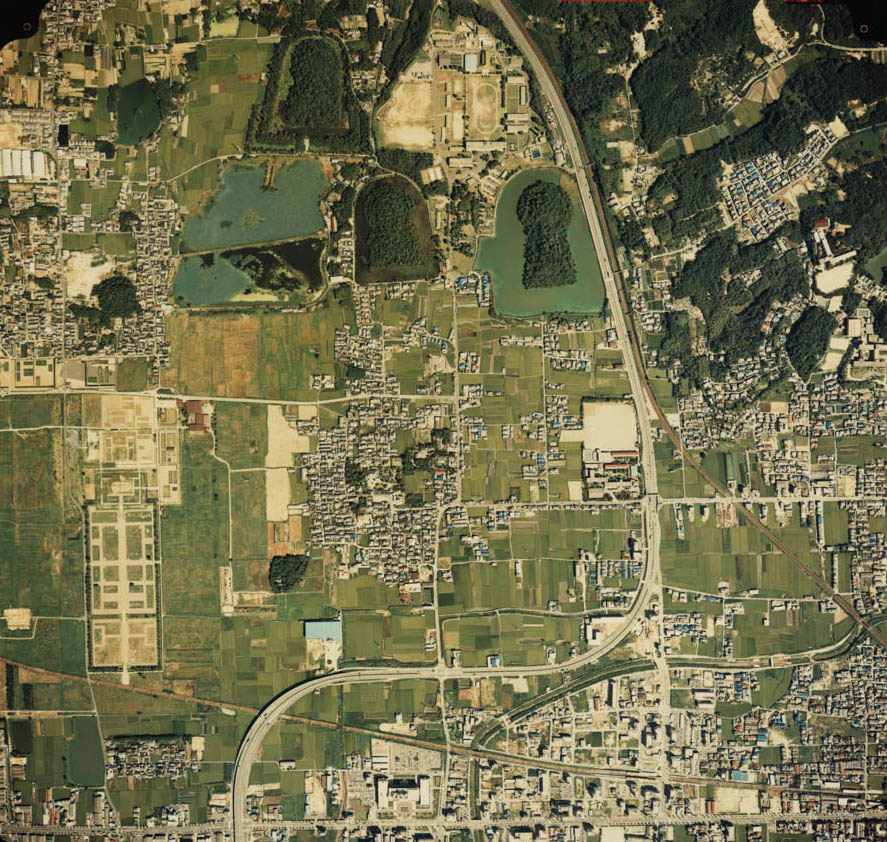
Скупчення кофун Сакі-Татанамі(Міє)